# Aria Dinata
Aria Dinata (Yakarta, Indonesia, 12 de julio de 2003) es un deportista croata de origen indonesio que compite en bádminton. Ganó una medalla de bronce en el Campeonato Europeo de Bádminton de 2025, en la prueba individual.

## Palmarés internacional
| Campeonato Europeo | Campeonato Europeo  | Campeonato Europeo | Campeonato Europeo |
| Año                | Lugar               | Medalla            | Prueba             |
| ------------------ | ------------------- | ------------------ | ------------------ |
| 2025               | Horsens (Dinamarca) | Medalla de bronce  | Individual         |